# Disney CRUJ
Disney CRUJ foi um programa de televisão infanto-juvenil produzido pela Disney em parceria com o SBT apresentada de 2001 até 2003. É uma continuação do Disney Club que estreou em 1997 e continuou até mudar seu formato e nome para Disney Cruj em 2001, com versões em vários países, inclusive no Brasil. A versão brasileira era transmitida pelo SBT e pelo Disney Channel, dirigida por Renato Fernandes e ia ao ar antes da novela infantil Chiquititas. Foi um dos principais programas infantis no final década de 90.

## Horários
Entrou no ar pela primeira vez no dia 28 de abril de 1997. Em sua primeira fase, era exibido de segunda a sexta, em rede das 18h às 19h, e em alguns locais, das 17:30 às 18:30 (pois algumas afiliadas do SBT exibiam telejornais locais das 18:30 às 19h, até antes do fim de 1998), como o primeiro fruto da parceria entre o SBT e a Walt Disney Company. Na segunda fase, a partir de junho de 1997, passou para 19h até 20h, como estratégia para "chamar a atenção" pelas chamadas nos intervalos da novela infantil Chiquititas, que estreou no dia 28 de julho, indo ao ar após o Disney Club. A terceira fase começou quando, três meses depois, o Disney Club voltou ao horário antigo de 18h, mas com mais 15 minutos de duração, até às 19:15.
Desde a estreia, enfrentava a forte concorrência da Rede Manchete, atual Rede TV!, que exibia desenhos animados japoneses no horário. Mas esta emissora começava a perder grande número de afiliadas em cidades brasileiras, até que a rede retirou os "animes" do ar, já que eram reprisados seguidamente há mais de dois anos. Com isso o Disney Club tornou-se o único programa infantil em sua faixa de horário.
Em períodos de horário de verão, devido às grandes dimensões do território do Brasil e aos vários fusos horários, em alguns estados das regiões Norte, Nordeste e Centro-Oeste, o programa passava nos finais de tarde. Isso gerava incoerência, já que os apresentadores diziam "Boa noite" em suas saudações pois o programa era gravado em São Paulo.
Mudanças recorrentes da emissora a partir de 1999 interferiram ligeiramente no horário do programa: passou para 18:05 às 19:20; depois, em 2000, das 18:15 às 19:30, até o dia 19 de janeiro de 2001 (foram mais de 300 episódios em 2000). Também entre 1999 e 2001, o programa chegou a mudar seu público-alvo, passando de infantil para o infanto-juvenil, acompanhando o fato de alguns dos integrantes já serem adolescentes.
Já em sua quarta fase, a atração muda de nome para "Disney CRUJ", e de horário: sábado das 10:15 às 12h. Isso a partir do dia 14 de maio. No entanto, em 12 de outubro de 2003, o programa sai do ar, quando já não era gravado há muito tempo (eram exibidas reprises de 2002).
O mais famoso bordão do programa era a despedida dos integrantes: "CRUJ, CRUJ, CRUJ, Tchau!".

## História

### Disney Club ou TV CRUJ (1997-2001)
Após entrada do ar em 1997, era exibido de segunda às sextas. Foi exibido diversos desenhos animados da Disney, até "os problemas técnicos da transmissão da antena" em 19 de janeiro, justamente na sexta-feira, embora chamadas dos intervalos afirmava que a novela Éramos Seis seria exibida na semana seguinte no horário do Disney Club.

### Apresentadores da Tv Cruj (1997-2002)
| Ator                     | Personagem        | Apresentador   |
| ------------------------ | ----------------- | -------------- |
| Diego Ramiro             | Juca              | Caju           |
| Leonardo Sierra Monteiro | Guelé             | Chiclé         |
| Caíque Benigno           | Maca ou Macarrão  | Macaco         |
| Jussara Marques          | Malu              | Maluca         |
| Danielle Lima            | Ana Paula         | Pipoca         |
| Murilo Troccoli          | Frederico ou Fred | Rico / Bulldog |

### Disney CRUJ em 2001

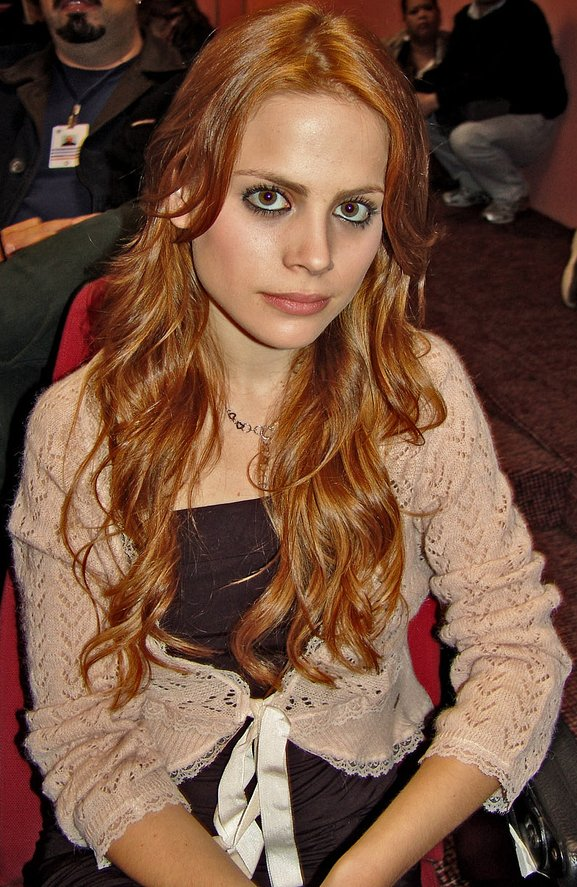
Marisol Ribeiro, a Maya, por quem Juca era apaixonado.

Após um período de férias, em 14 de abril de 2001 a atração volta a ser exibida com o título "Disney CRUJ", substituído o termo "Club", e formato novo, caracterizando o cotidiano vivido entre os membros do comitê e as pessoas que viviam perto da casa de onde eram feitas as transmissões piratas. Novos personagens foram criados e depois de algum tempo de preparação, um ritmo de aventura foi imposto ao seriado, agora o elenco do programa antigo já entraram na adolescência e a história que passava apenas no único local dos integrantes, passa ser externo. Michael Ruman foi contratado para conduzir o programa em sua nova fase, que assumia a chegada da adolescência dos protagonistas.
Surgiram os personagens Paracleto (Ary França), um pasteleiro que, na verdade, tinha suspeita dessas transmissões; Maya (Marisol Ribeiro), garota por quem Juca era apaixonado; e a Turma da Rua de Baixo (formada por rivais dos integrantes do CRUJ, cujos membros eram caracterizados pelos mesmos) que formou a TRUB (acrônimo de "Turma da Rua de Baixo"). Também participaram alguns outros personagens, alguns atores conhecidos do SBT e de outras emissoras.
No dia 28 de abril, Caju, Chiclé, Malu e Pipoca, comemoram o quarto aniversário do CRUJ e Caju renuncia surpreendentemente à presidência e entrega o cargo para Chiclé (que durante as férias decorou um dicionário). O novo presidente se mostra mais autoritário do que o antecessor, que era democrático.
A TRUB decide criar a própria TV pirata, a TV TRUB, que ficava no mesmo canal da TV CRUJ, num prédio abandonado com janelas quebradas. O prédio ficava perto da TV CRUJ: saindo da casa dos pais de Juca e Guelé, virava-se à esquerda, seguia-se direto pela rua, virava-se à direta e chegava-se ao TRUB. Ao contrário da TV CRUJ, eles mostravam rostos e a líder do grupo, Carla Carcará (Jussara Marques) queria descobrir "quem é quem do CRUJ", mas os planos sempre eram fracassados pelo atrapalhado Ramela (Diego Ramiro), que também era apaixonado por Maya.

### Disney CRUJ em 2002
No dia 9 de fevereiro de 2002, a líder do TRUB, Karla acusou pela TV TRUB o ex-presidente do CRUJ, Caju, de dar a presidência para o irmão Guelé sem eleição. O escândalo levou os integrantes a convencer Guelé a renunciar a presidência e a entregar interinamente a Malu, a primeira garota a presidir o CRUJ desde sua fundação. Os integrantes anunciaram então eleições para escolha de novo presidente através de cartas.
Em 2 de março, contrariando que fazia desde 1997, os integrantes comemoraram os 5 anos da TV CRUJ. A comemoração coincidiu com novas alterações do programa: O cenário do programa não vai mais se restringir ao quartel-general do CRUJ. O Parapastel, (trailer que vende pastel por Paracleto) é o novo point da turma. Além de ganhar as ruas, os atores-apresentadores passam a interpretar novos personagens em histórias paralelas.
Em 23 de março, inicia a campanha eleitoral para a presidência. Cada candidato dá o seu recado em frente às câmeras para ganhar o voto dos arbonários (telespectadores). Em meio ao burburinho da campanha, Malu (Jussara Marques) e Juca (Diego Ramiro) se desentendem. O personagem Jorge Marcos (Fabio Henrique Cruz), jovem cineasta que é grande amigo da Malu, reaparece no programa e revela para quem será o seu voto.
Os candidatos eram os ex-presidentes Caju e Guelé, a interina Malu, Pipoca, a única ainda integrante do CRUJ que nunca assumiu a presidência, e os integrantes do TRUB, Carla e Ramela. Os integrantes da TRUB se candidataram favorecidos por uma "brecha" do "Estatuto do CRUJ".
No dia 4 de maio, a apuração apontava Ramela como vencedor, o que levou questionamentos dos próprios integrantes do CRUJ. No dia 11 de maio, Ramela assume a presidência, logo depois é tirado do poder depois que os integrantes do CRUJ encontraram cartas escondidas na sede da TV TRUB. Recontaram-se os votos e Malu foi eleita. No dia 18 de maio ela assume a presidência do CRUJ, e nomeia a Pipoca como vice-presidente.
No mesmo mês, a trama foi alterada com desenrolar da história: a saída de Maya (quando ela se despede dos amigos, que na verdade nem sabia que eram os apresentadores de TV CRUJ); o fim da Turma da Rua de Baixo (TRUB) e a TV TRUB (junho); a chegada de Sputnik (Diegho Kozievitch), um adolescente que cai dos céus em cima do Guelé, que seria um suposto extra-terrestre (não confirmado depois) que tinha feições de um menino terráqueo qualquer e que havia perdido a memória, ocorrido em 6 de julho. O programa voltou-se mais ainda para a aventura, com o caso do pasteleiro Paracleto.
Tudo começa com os estranhos desaparecimentos do Paracleto, investigados por Guelé, em abril. Paracleto some e reaparece no seu trailer, como se utilizasse alguma passagem secreta. Guelé tenta alertar os amigos, mas eles estão muito ocupados com as eleições. Então resolve investigar com a ajuda do Sputnik, seu novo amigo. Inicialmente, Juca, Malu e Pipoca que não acreditavam nas histórias do Guelé, agora começam a rever suas posições. Ele prova que tinha razão em suas suspeitas sobre o Paracleto.
Descobre-se que o subsolo do bairro possui uma complexa rede de túneis e também que o Paracleto não é apenas o pasteleiro do bairro e sim o Otel Carap (Paracleto, invertido), um ex-agente da TV. Guelé e Sputnik descobrem por acaso que havia um túnel que ficava debaixo do trailer e descobrem um pouco o passado de Otel Carap: em recortes de jornais e documentos das décadas de 60 e 70 era uns dos agentes na época da Ditadura Militar no Brasil. Ele também participou da localização e apreensão a uma TV pirata similar à feita do CRUJ, prendendo 4 integrantes que eram esquerdistas, no mesmo bairro em 1974, depois de anos de buscas.
Pouco tempo depois, Sputnik e Guelé acham um livro antigo do ano de 1652, na época da dominação da Holanda no nordeste do Brasil, de um menino holandês que descrevia um tesouro escondido em algum lugar de São Paulo, trazido do nordeste, devido à possibilidade que os holandeses fossem derrotados (o que ocorreria 2 anos depois).
Sputnik e Guelé descobrem que Paracleto, no passado fez parte de um grupo secreto denominado "Agência", que capturava crianças gênios para usar a inteligência delas em favor do próprio grupo. Paracleto revela que em 1975 fugiu da Agência com a ajuda de duas amigas que também eram integrantes para morar em uma cidade bem longe de São Paulo: Katmandu, Nepal, um país asiático. Mas eles voltaram pouco tempo depois para a mesma cidade com os nomes falsos, embora mantiverem nomes verdadeiros nos documentos. Ele foi morar no bairro para auxiliar a Turma do CRUJ. Com a descoberta, desvendam mais um mistério: que Sputnik era uma dessas crianças gênios.
Logo depois, o Juca descobre outro túnel do CRUJ: ele ficava debaixo da mesa, perto da janela, da própria sede do CRUJ. Estava oculto por anos e nem ele sabia da noção do outro túnel. Juca vai uns dos túneis, onde levava a vários deles, inclusive ao trailer do Paracleto. A missão agora é descobrir a verdadeira identidade de Sputnik e para isso ele conta com a ajuda de Paracleto e da Turma do CRUJ.

### Disney CRUJ em 2003 (reprise e fim do programa)
No entanto, no início de 2002, surge forte boato pela imprensa de que o Disney CRUJ sairia do ar por ordem do dono do SBT, Sílvio Santos, que, segundo a imprensa, se manifestou em não o querer na grade de programação de 2003. O elenco do programa sempre negou o boato, mas as evidências, verdadeiras, eram de que novo horário do programa "foi um erro" para a emissora e que ele e os responsáveis pelo programa não queriam continuar.
No final do programa, exibido no final de dezembro, os criminosos da "Agência" fogem de helicóptero para não serem presos, tirando a chance do personagem Sputnik, que recebeu nome de Max, recuperar a memória. Já os personagens, Caju e Guelé decidem falar aos pais sobre Max e logo encerra-se o programa com os créditos finais. Na semana seguinte, os programas de 2002 começam a ser reprisados.
Os boatos do fim do Disney CRUJ iriam se confirmar só em março de 2003 com a suspensão, sem nenhum esclarecimento de novas gravações. Houve um episódio final gravado, embora ele tenha ido ao ar em meio às reprises. Nele aparece Juca (Diego Ramiro) refletindo sobre os últimos acontecimentos ao seu redor com flashbacks; não aparecem os outros personagens do programa e não tem uma transmissão formal da TV CRUJ; durante as lembranças ocorrem interrupções para a exibição de desenhos animados. No final, Juca aparece no CRUJ, sentado sobre uma mesa e diz: "Valeu galera. Tchau. Obrigado". Nos tempos de Disney Club, os integrantes diziam que no caso da TV CRUJ não ir ao ar, é porque os agentes da TV descobriram a sede da TV pirata, embora fosse apenas no âmbito da fantasia.
O último programa foi reprisado no dia 11 de outubro de 2003. O programa também estava sendo exibido pelo canal pago Disney Channel. Uma semana depois, no dia 18 de outubro, o horário ocupado pelo Disney CRUJ foi reocupado pelo Sábado Animado.

## Audiência
Em 2001, o "Disney CRUJ" registrou média de 7 pontos.